# Mirbelia floribunda
Mirbelia floribunda är en ärtväxtart som beskrevs av George Bentham. Mirbelia floribunda ingår i släktet Mirbelia och familjen ärtväxter. Inga underarter finns listade i Catalogue of Life.

## Bildgalleri

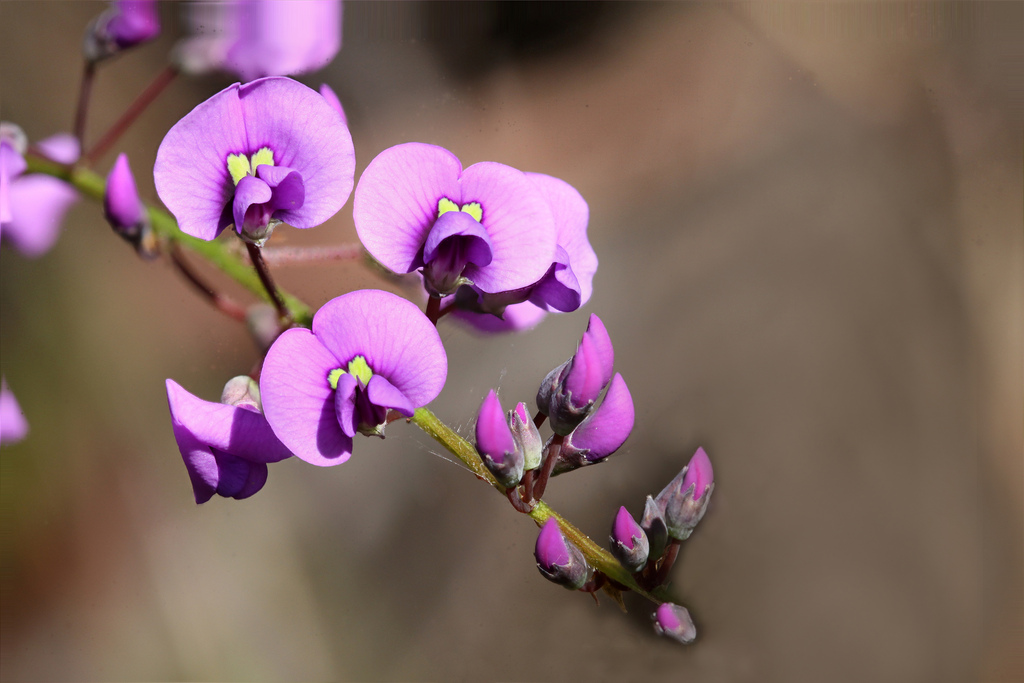